# Odin (god)

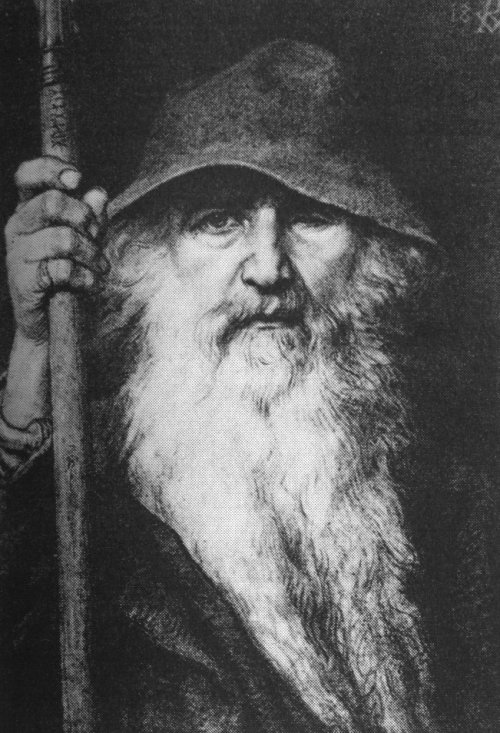
Oden som vandringsman (Odin de wandelaar), Georg von Rosen, 1886

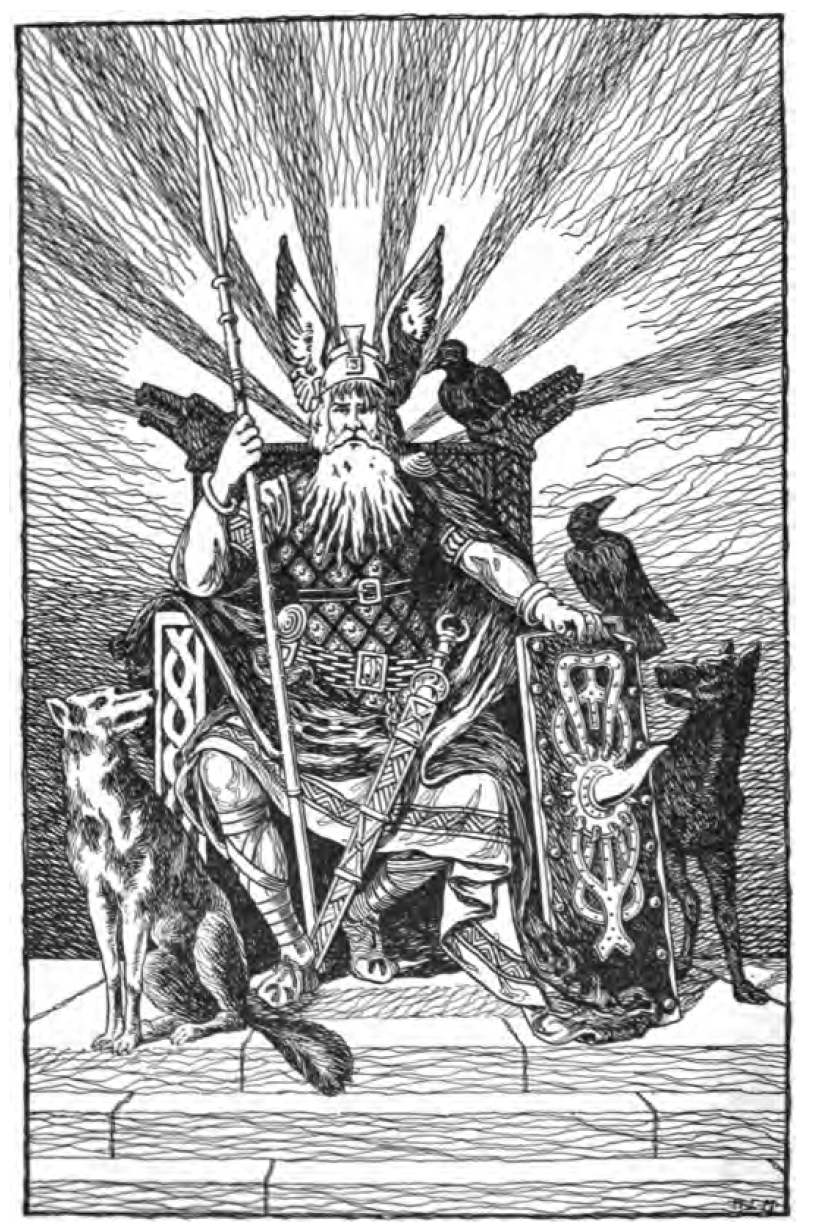
Odin, zijn twee raven (Huginn en Muninn) en zijn twee wolven (Geri en Freki), Mary H. Foster, 1901

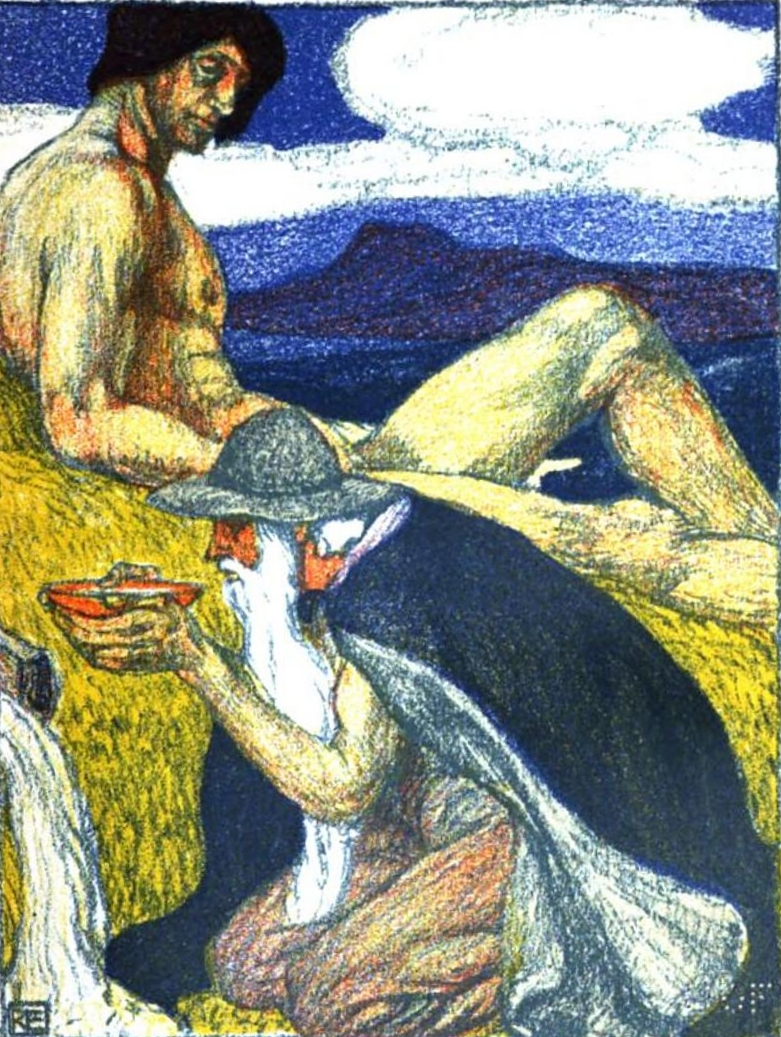
Odin bij de bron van Mimir, Robert Engels, 1903

Odin's offer, Lorenz Frølich, 1895

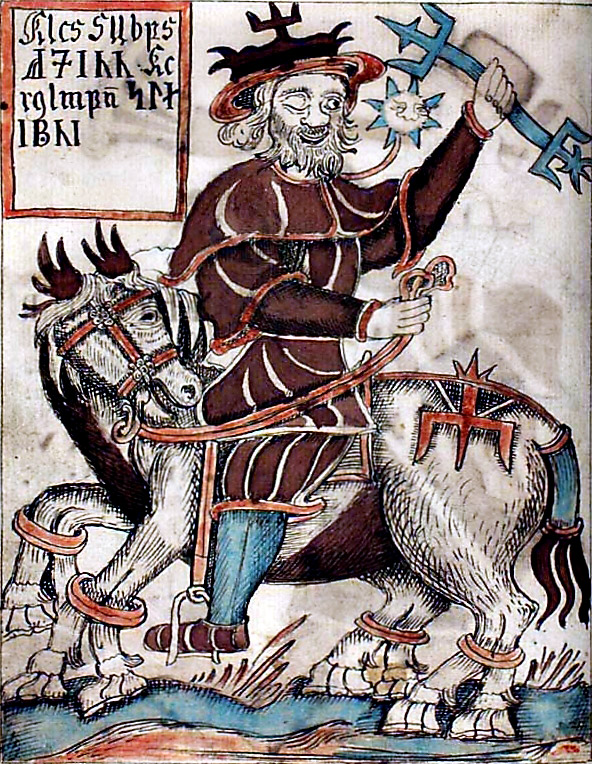
Odin rijdt op Sleipnir, manuscript uit de achttiende eeuw

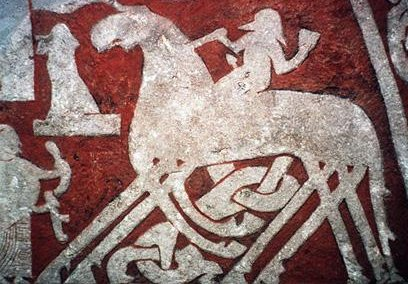
Odin rijdt Walhalla binnen op Sleipnir (Ardre image stone)

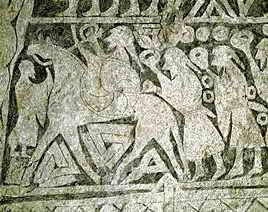
Odin en twee vormen van de triquetra-vorm van de Valknut op de steen van Tängelgarda

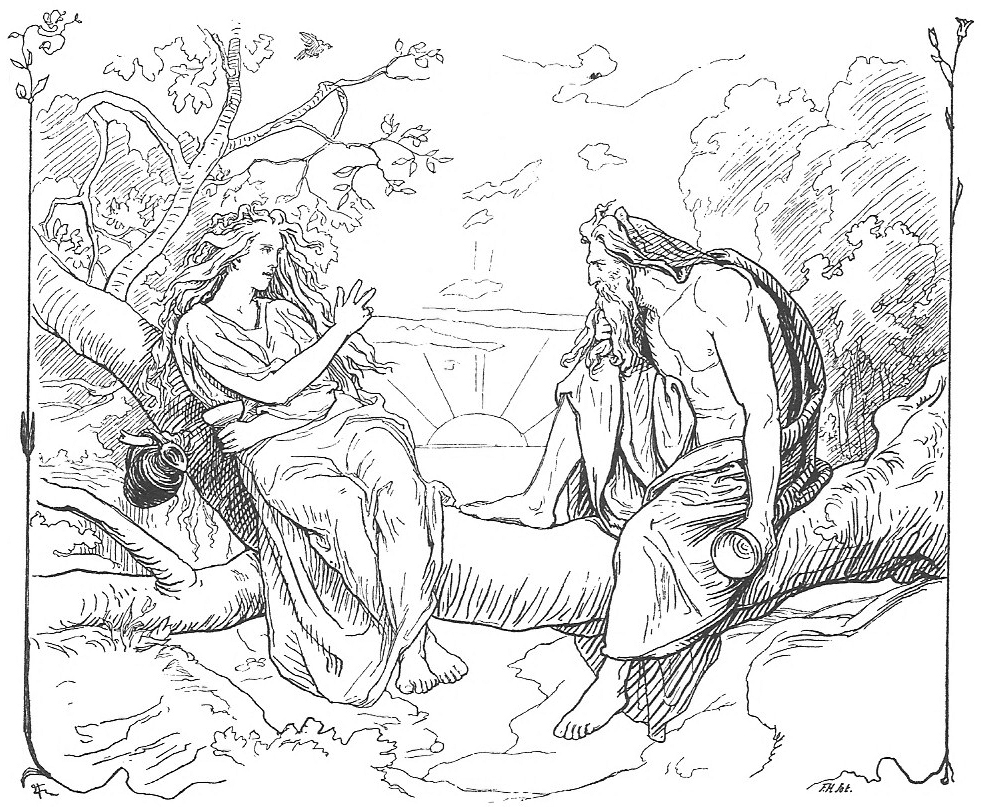
Odin en Sága

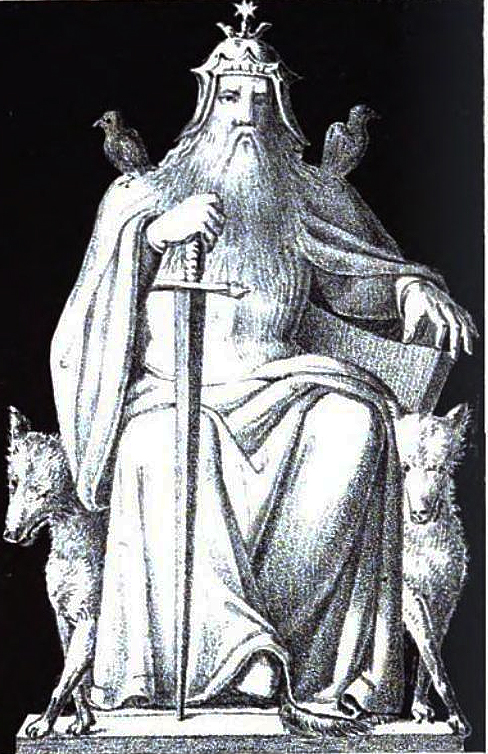
Odin of Wodan, 1832

Odin (Oudnoords: Óðinn, Zweeds en Deens: Oden) wordt gezien als de oppergod of alvader in de Noordse mythologie. Deze vormen zijn afgeleid van Proto-Germaans *Wōdanaz, waaruit tevens Oudsaksisch Wōdan, Angelsaksisch Wōden, Oudnederlands Wuodan of *Wuotan, Oudfries *Wēda, Oudhoogduits Wōtan of Wōdan en Lombardisch Guodan.
Odin is de god van kennis, wijsheid, strijd, oorlog, het hiernamaals, magie, geneeskunst en het runenschrift.
De beschrijving van Odin stamt vooral uit de Gylfaginning, een vertelling van de IJslander Snorri Sturluson uit de 13e eeuw, waarin het christelijke perspectief overheerst. Oudere bronnen zoals de Poëtische Edda geven een minder eenduidig beeld.
Volgens Snorri woont hij in Gladsheimr maar verblijft ook regelmatig in Valaskjálf (Asgard) waar zijn zetel Hlidskjalf ruim uitzicht over de werelden biedt. Hij heeft daar nog een speciale hal Walhalla, met vele poorten en bedekt met schilden, waar hij alle eervol gesneuvelde en uitverkoren strijders ontvangt.
Behalve bij Frigg, zijn echtgenote, verwekte Odin ook kinderen bij andere vrouwen. Tot zijn zonen behoorden Donar, Baldr, de blinde Hodr (ook wel Hod of Hodur) en Sigi, de voorvader van het Völsung geslacht, waartoe ook Sigmund en diens zoon Siegfried behoorden. In de Proloog van de Proza-Edda worden nog Veggdegg, Saeming en Yngvi (Freyr) als zijn zonen genoemd. Met Fjorgyn (Aarde) heeft hij een zoon Thor en met een reuzin een zoon Vidar (God van de wraak), die hem in de eindstrijd zal wreken. Met Rindr (winterse bevroren aarde) heeft hij de zoon Vali.
Recente studies, met name van de Engelse taalkundige Richard North, doen vermoeden dat de cultus van Odin / Wodan pas geruime tijd na de Volksverhuizingen is ontstaan. De god Odin zou dan de eigenschappen van eerdere goden, met name van de vruchtbaarheidsgod Yngvi, maar ook van de christelijke God, hebben overgenomen. Later zou hij door christelijke auteurs met terugwerkende kracht als een negatief of heidens spiegelbeeld van de christelijke god worden afgeschilderd. Met name Odins ophanging aan de levensboom spiegelt zowel de dood van Christus aan het kruis als de dood van de verrader Judas, die net als Odin hangend aan een boom werd afgebeeld.

## De naam Odin
De naam Wodan voor een vroegmiddeleeuwse oppergod was algemeen in Noordwest-Europa: hij werd in Noord-Europa als Odin weergeven. Wodan wordt doorgaans gelijkgesteld met de god Mercurius, zoals beschreven door Tacitus in zijn weergave van de inheemse goden. Vermoedelijk was de godheid Wodan in de Romeinse tijd echter nog niet bekend.
De naam is afgeleid van Protogermaans *wōdaz, in de betekenis van 'woede', 'boosheid' of 'extase'. De naam Odin is nauw verwant met die van een andere Noorse god, Óðr. Het Oudnoorse woord óðr duidt op 'woede' of 'razernij', maar ook op 'extase', 'dichtkunst' of zelfs 'universele wijsheid', verwant aan Oudengels wōð 'lied, gedicht' . Ten grondslag hieraan ligt vermoedelijk een Indoeuropees woord *wāth- dat verwijst naar 'emotionele opwinding', 'extase' en 'dichterlijke inspiratie'. Daarvan afgeleid zijn woorden als Latijn uātēs 'profeet, dichter', Oudiers fáith (idem) en fáth 'voorspelling', Welsh gwawd 'gedicht', maar ook 'wrok'. Odin wordt zodoende zowel met wijsheid (kennis, wijsheid, profetie, poëzie en literatuur) als met kracht (energie, strijd en oorlog) in verband gebracht.
In het Nederlands leeft de naam van de god voort in naam van de weekdag woensdag, Fries woansdei, Engels Wednesday (van Oudengels wōdnesdæġ), Skandinavisch onsdag (van Oudnoors óðinsdagr). Het Oudhoogduitse*wotanstag werd later onder invloed van kerkelijke zuiveringsbewegingen omgedoopt tot Mittwoch (Midweek).

## Opperste kennis en wijsheid
Odin was de meest begaafde onder hen en van hem leerden ze alle –althans de meeste- kunsten, want hij beheerste ze als eerste allemaal. En als men verklaren moet waarom Odin zozeer geëerd werd, dan was dat om de volgende redenen: als hij bij zijn vrienden zat, was hij zo mooi en indrukwekkend om te zien, dat het een ieder warm om het hart werd (Proza-Edda, Gylfaginning, 7).
Odin is in de Edda het levend symbool van opperste macht en wijsheid. Hij is in die hoedanigheid zelf tot stand gekomen via de reus Ymir die aspecten van een levende plant kreeg waaruit allerlei wezens groeien zoals de reuzen Búri of Borr en Bestla die zelf Odin, Vili en Vé voortbrengen.
De laatste drie scheppen samen Midgard, een wereld waar mensen kunnen leven.
Als materiaal daarvoor gebruiken zij de oerreus Ymir, die door hen wordt opgeofferd. (De schedel van de reus wordt het uitspansel, gedragen door vier dwergen: noord, zuid, oost en west. De hersenen worden wolken, de botten gebergten enz. Alven veranderen het bloed van de reus in water en zee, en zijn vlees in aarde en klei.)
Odin heeft veel gezichten en evenveel namen (in Grimnismal alleen al vijftig). Zo wordt hij ook Alvader genoemd, omdat hij een van de scheppers van de wereld is.
Hij wordt eveneens 'de wandelaar' genoemd, omdat hij altijd onderweg is en tussen de mensen aanwezig, om nieuwe kennis op te doen.
Hij kan van gedaante veranderen, en beleeft aldus vele avonturen. Hij heeft niet altijd even makkelijke karaktertrekjes, want behalve wijs is hij ook tegelijk sluw.

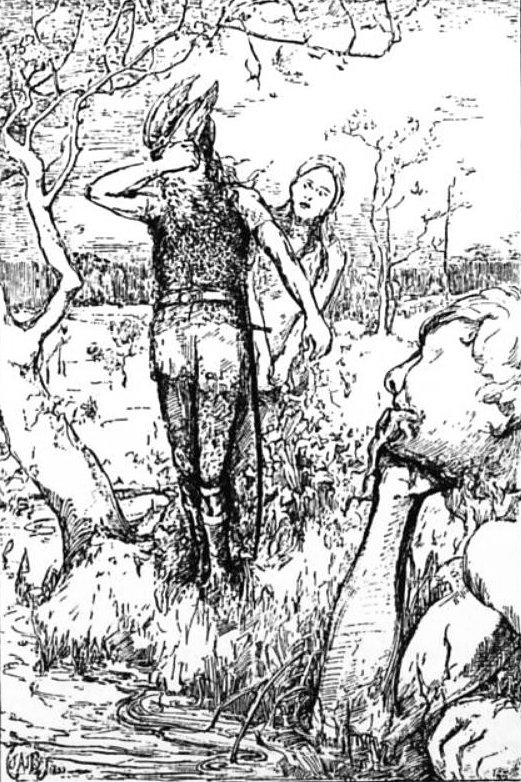
Odin bij de bron van Mimir, John Angell James Brindley, 1893

Hij heeft een oog afgestaan aan de reus Mímir om van de bron van wijsheid te mogen drinken en dat ligt nu helemaal op de bodem van de bron:
Die bron bevond zich op het gebied van Mímir, die er alle dagen van dronk en steeds tegen zichzelf schaak speelde. Odin mocht van de bron drinken, op voorwaarde dat hij er een prijs zou voor betalen. Odin zei dat hij er wel een oog wilde voor afstaan waarop Mímir hem zei dat dit dan ook de prijs was die hij vroeg. Mímir was echter niet kwaadwillend, hij wilde enkel aantonen dat wijsheid zijn prijs heeft. Hij verzorgde Odin dan ook zo goed mogelijk. Later, wanneer de oppergod terugkeerde naar de Asgard, werd hij vergezeld door Mímir, die voortaan de raadsheer van de goden zou zijn en regelmatig met Odin een spelletje schaak speelde. Aan dit avontuur hield Odin de naam "de Eenogige" over.
b: Zijn kennis van de toekomst bedrukte Odin. Hij zat ook met de vraag waar hij alleen het antwoord op wist, de Odinsvraag. En de Germaanse mythologische cyclus was begonnen met een bloedbad toen Odin en zijn broers Vili en Vé, de mensenwereld uit het lijk van de vorstreus Ymir schiepen, en zou eindigen met het bloedbad Ragnarok, waar het bloed van de reuzen zelf zou vloeien. De proloog tot Ragnarok was de dood van Odins zoon Baldr, die de goden deed beseffen dat Loki’s listigheid een verduivelde macht was geworden. Odin kan de catastrofe niet voorkomen. Zijn enige troost ligt in de wetenschap dat Baldr als oppergod vereerd zal worden in een nieuw land dat uit de Oeroceaan zal oprijzen. Baldr komt over als een soort veredelde heruitgave van Odin: zonder zijn kleine kantjes.
In de Völsunga-saga wordt verteld dat Odin zijn zwaard in de barnstok plantte, de eik in het hof van koning Völsung. Het zwaard was voor diegene die hem er uit kon trekken. Alleen Sigmund was daartoe in staat. Als Sigmund om jonkvrouw Hjördis (Siegfrieds moeder) strijdt met Lyngvi, een zoon van koning Hondenzoon, slaat Odin Sigmunds zwaard met een hellebaard in stukken, zodat Sigmund het onderspit delft. De stukken van Odins zwaard worden later door de dwerg Regin voor Siegfried aaneengesmeed en met dit zwaard, Gram, kan Sigmunds zoon Siegfried de draak Fafnir verslaan.

## Odins offer
Aldus vertelt Odin/Wodan hoe hij de runen der wijsheid verwierf:
Negen nachten hing ik aan de boom, gewond door de speer, die aan Odin gewijd is. Mijzelf geofferd aan mijzelf.
Hangend aan die boom, weet niemand waar de wortels zijn.
Niemand gaf mij brood, niemand gaf mij water. In de afgrond tuurde ik om de runen te grijpen, met een luide kreet... en ik verloor het bewustzijn.

Welbevinden was mijn beloning en ook wijsheid. Ik groeide en ik had vreugde van mijn groei van woord naar woord werd ik geleid naar woord, van een daad naar de andere.
Net als Wodan is van Odin ook bekend, hoe hij een oog offerde en juist daardoor alziend en alwetend werd.

## God van strijd en oorlog
Odin is op vele manieren een strijder. Vooral met woorden. De woordkunst werd hoog aangeschreven in de noordse beschaving. Er was een doorgedreven debatcultuur, (waarbij de verliezer letterlijk het hoofd kwijt kon raken... ). Wodan is feitelijk en in principe geen godheid van de oorlog; onze voorouders riepen hem aan in hun verdedigingsstrijd tegen de Romeinse agressors: Wodan was, is en blijft de God van de Liefde. Nooit zette hij de mensen tot oorlog aan; dat heeft de mens altijd zelf gedaan (en meestal Wodan/God de schuld gegeven).
Als hij echter ten strijde trok, leek hij afschrikwekkend in de ogen van zijn vijanden. Dat kwam doordat hij de kunst verstond om op velerlei wijze van uiterlijk en gedaante te veranderen, al naar hem zinde. Ook kon hij zo vlot en goed praten dat een ieder die ernaar luisterde, dacht dat alleen dat de waarheid was. Hij zei alles in versvorm, zoals dat heden nog in de dichtkunst gebeurt. Hij en zijn priesters heten ‘versmakers’, want zij zijn in de noordse landen met die kunst begonnen (Proza Edda, Gylfaginning, 8).
Odin is verwant aan andere Indo-Europese goden zoals Indra en Zeus. Maar bij de oude Noordse volkeren was er geen echte priesterstand, zodat de stand of kaste van edelen (en krijgers) de hoogste was. Daarom zou hun oppergod ook als god van de oorlog dienen en was die rol niet voor een ondergeschikte zoals Mars bij de Romeinen weggelegd. Volgens Georges Dumézil heeft oorlog alles gekleurd en ingepalmd in ideologie en praktijken van de Germanen.
Odin stond vooral bij de Vikingen in hoog aanzien en zijn verering bereikte een hoogtepunt in de 8e en 9e eeuw. De ruige zeelieden en plunderaars voelden zich aangetrokken tot 'de vader der gesneuvelden', die in het Walhalla de Einherjar ('roemrijke doden') huisvestte.
In deze periode kwam de eenogige Odin vermoedelijk als oppergod in de plaats van Týr, volgens de Romeinen de hemelgod van de Noord-Europese volkeren. Ook Tyr was een oorlogsgod, maar Odin bezielde de fanatiekste krijgers. Hij kon mannen in een staat van razernij brengen, zodat ze nergens bang voor waren en geen pijn meer voelden.
Odin kon bewerken dat zijn vijanden in de slag blind, doof, of van angst vervuld werden, en dat hun wapens net zo scherp werden als bezems. Zijn mannen vochten zonder harnas en gedroegen zich als dolle honden of wolven, beten in hun schilden, waren sterk als beren of stieren. Ze doodden mensen, en vuur noch ijzer konden hen schaden. Zoiets wordt berserkerwoede genoemd (Proza Edda, Gylfaginning, 9).
Deze angstaanjagende 'berserkers' stortten zich naakt en met luid kabaal in de strijd, het lichaam geheel zwart geverfd. Ze waren een schrikbeeld voor de Romeinen. Odins naam betekent zoveel als 'razernij' of 'waanzin', en suggereert eenzelfde bezetenheid als die van de Ierse held Cú Chulainn. Uit het feit dat Odin oppergod werd, blijkt hoe belangrijk oorlogvoering voor de Germanen was geworden. Odin belichaamde overigens niet de strijdlust: hij blies die slechts bij anderen in.
Odin zaait altijd conflicten en beval Freyja eens twee vorsten elkaar naar de strot te laten vliegen, zodat hun vazallen op het slagveld door plassen bloed moesten waden.
Het bijeenbrengen van gesneuvelde krijgers in het Walhalla is de enige strategie die hij kan volgen met het oog op de godenschemering. Hij heeft de Einherjar, strijders in woord en daad, hard nodig voor de definitieve slag tegen de vorstreuzen op de Vigrid-vlakte, die bijna niemand zal overleven.
Tijdens de godenschemering wordt zelfs Odin gedood door de allesverscheurende wolf Fenrir, een van de kinderen van Loki. De scheppingsgod gaat mee ten onder met zijn schepping.

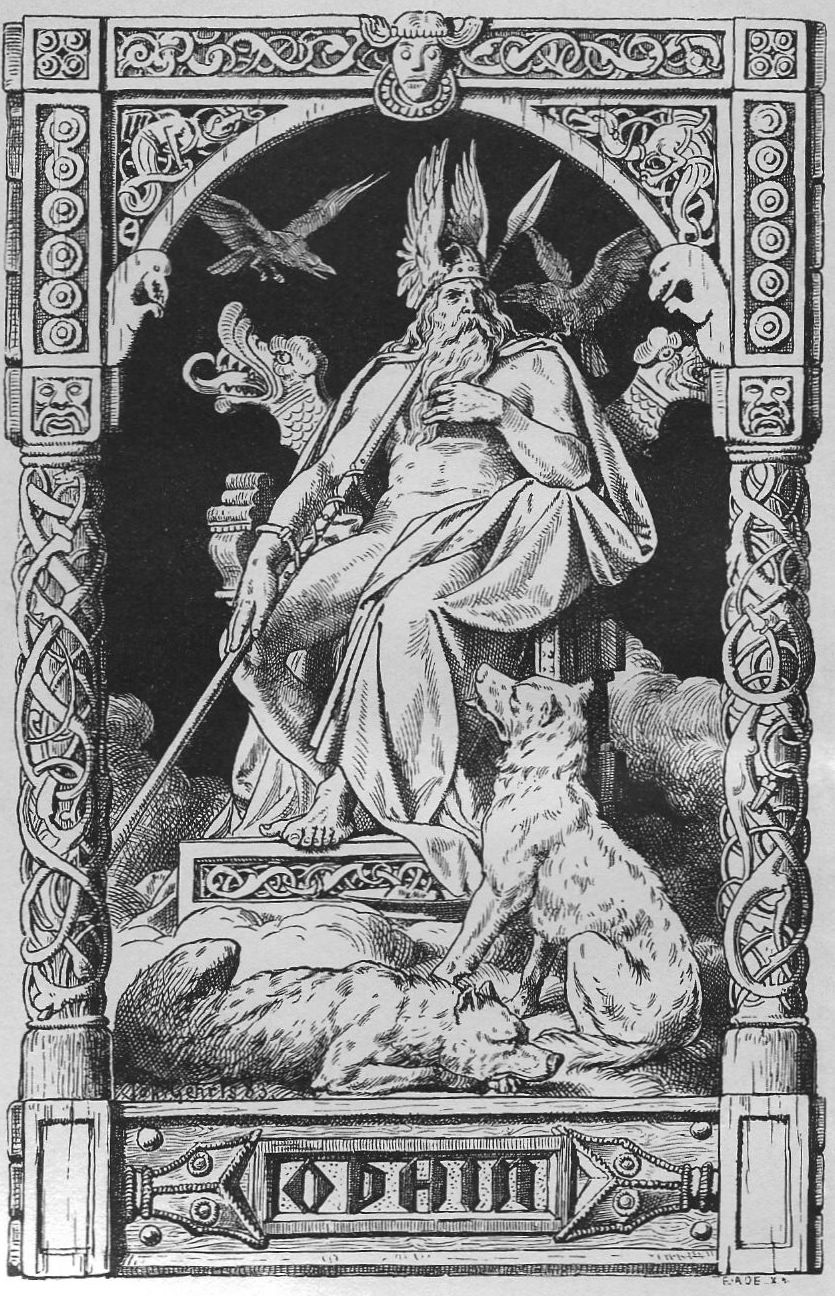
Scan van het boek "Walhall", Felix en Therese Dahn, 1888

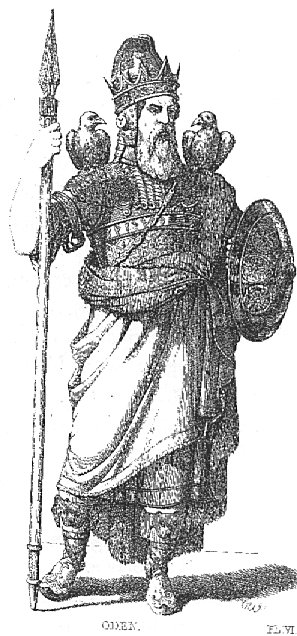
Oden, Otto Henrik Wallgren

## God van magie en geneeskunde
Odin is tegelijk de god van wijsheid en tovenarij (kennis en kunde). Hij heeft bijna alles over voor wijsheid. Zozeer zelfs dat hij zijn ene oog in de bron van Mimir had geworpen in ruil voor wijsheid. Hij kreeg initiële diepe wijsheid door zich negen dagen op te hangen aan de wereldboom Yggdrasil. Door deze vrijwillige dood en de daarop volgende herrijzing (zijn zelf opgelegde initiatie tot eerste sjamaan) verkreeg hij grotere wijsheid dan wie ook. De Gylfaginning vertelt het volgende over hem:
- Ódin kon van gedaante veranderen. Dan lag zijn lichaam erbij alsof het dood of ingeslapen was, en onderwijl was hij dan een vogel of viervoetig dier of een vis of een slang, en zo ging hij vliegensvlug naar verre landen om daar zijn zaken of die van anderen te behartigen. Ook kon hij door middel van woorden alleen vuur doven, de zee tot bedaren brengen en de wind laten waaien uit iedere richting die hij maar wilde.
- Ódin had een schip dat Skíðblaðnir heette, waarmee hij grote zeeën bevoer; dat schip kon als een doek opgevouwen worden.
- Òdin had het hoofd van Mímír altijd bij zich en dat vertelde hem veel nieuws uit andere werelden. Soms wekte hij doden uit de aarde op of ging onder gehangenen zitten. Daarom werd hij ook wel Heer van de Doden of Heer van de Gehangenen genoemd. Hij bezat twee raven die hij had leren spreken. Ze vlogen de hele wereld door en brachten hem vele berichten. Door dit alles werd hij uitermate wijs. Al deze kunsten onderwees hij in runen en liederen die `toverzangen' heten. Daarom worden de Asen ook wel `tovenaars' genoemd.
- Ódin beheerste de kunst die de meeste macht geeft, de `seidr', en beoefende die zelf ook. Daardoor kon hij het lot van de mensen en de toekomst te weten komen. Ook kon hij dood, ongeluk of ziekte van mensen veroorzaken en hen van hun verstand of kracht beroven en die aan anderen geven. Als dit soort rituelen plaatsvinden, gaat dat met zo veel seksuele uitspattingen gepaard, dat men vond dat mannen zulke rituelen niet zonder schande konden leiden, en daarom werd deze kunst aan priesteressen onderwezen.

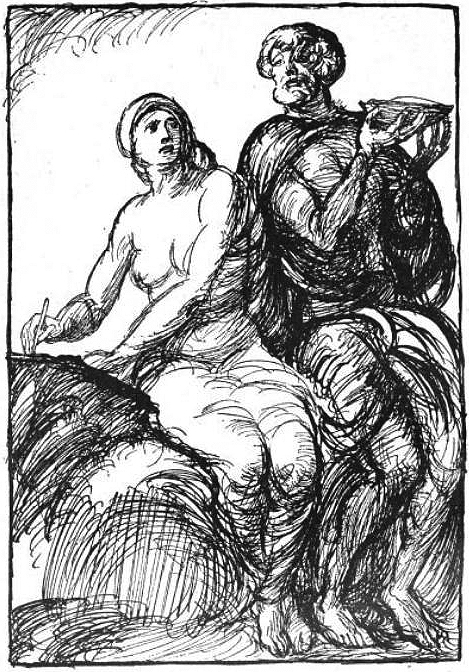
Odin en Sága drinken samen, Robert Engels, 1919

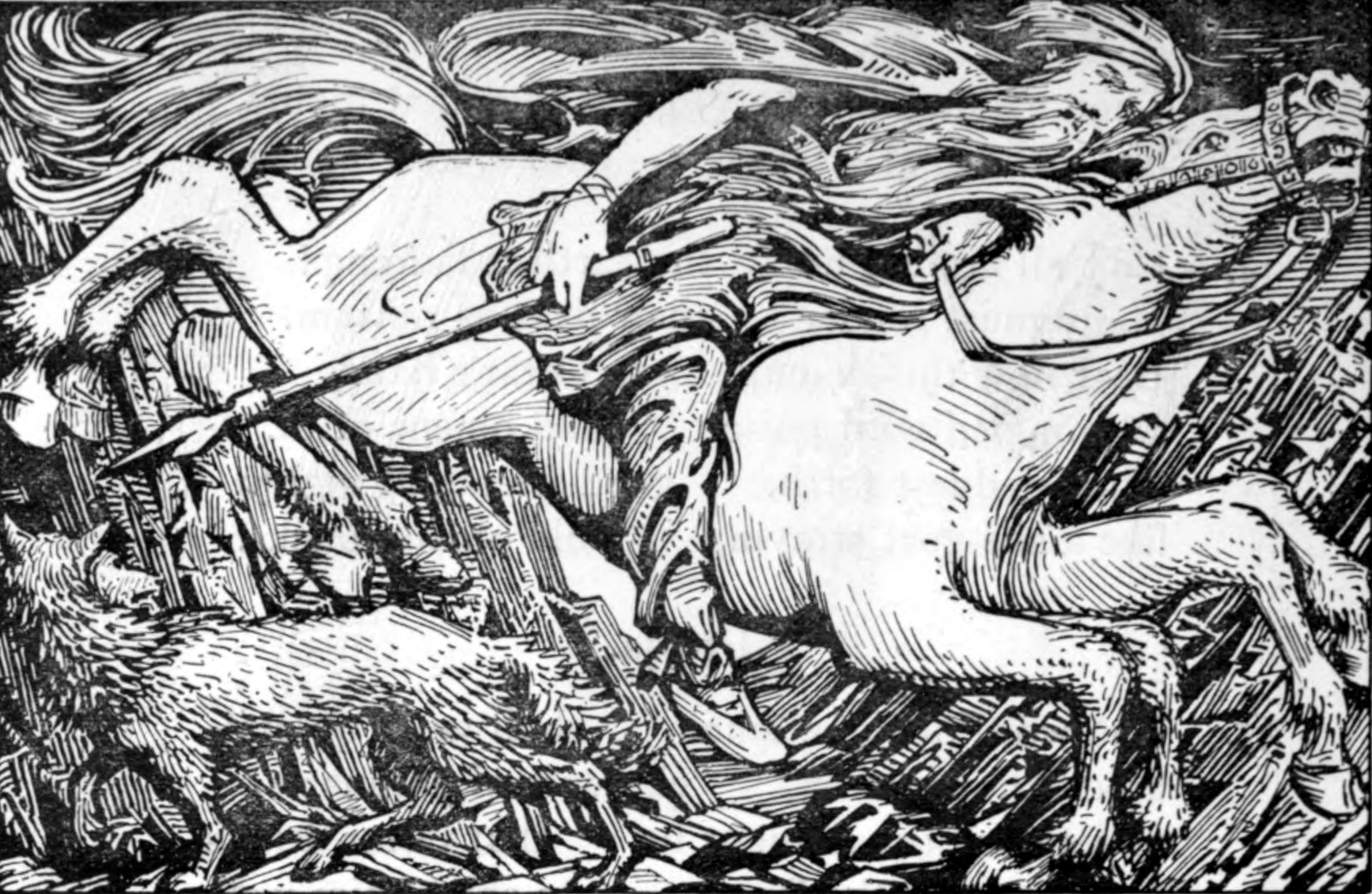
Odin rijdt naar Hel, W.G. Collingwood, 1908

- Ódin wist altijd waar geld in de grond verborgen zat en kende de spreuken waardoor de aarde, de bergen, de rotsen en grafheuvels voor hem opengingen, en met woorden alleen bond hij degenen die op de schatten moesten passen, ging naar binnen en nam wat hij wilde.
- De mensen brachten offers aan Ódin en aan de andere elf vorsten en ze noemden hen hun goden en lange tijd geloofden ze in hen.
- Door deze krachten werd hij zeer beroemd. Zijn vijanden vreesden hem, maar zijn vrienden vertrouwden hem en geloofden in hem en in zijn kracht. De meeste van zijn kunsten onderwees hij aan zijn priesters. Ze waren bijna even wijs en bedreven in de toverkunst als hijzelf. Vele anderen hebben er echter ook heel wat van geleerd en zo heeft de toverkunst zich ver verbreid en is lang blijven bestaan.
- Van Ódins naam is de naam Auðun afgeleid. De mensen gaven die naam aan hun zonen, zoals ze ook de naam van Thór gebruikten in namen als Thórir, Thórarin, Steinthór en Hafthór.

Odin laat zich verder op de hoogte houden van de ontwikkelende kennis en gebeurtenissen in de negen werelden, door zijn twee trouwe raven er op uit te sturen en hem verslag te laten komen uitbrengen.

## Runen
Zoals eerder vermeld, hing Odin zichzelf aan de levensboom om zijn wijsheid te voeden. Een van die dingen was het verkrijgen van de magische runen (het runen ritsen). Deze tekens bestaan uit krachtige lijnen. Dit met doel ze gemakkelijk te tekenen op rotsen, metalen of hout. De runen zouden toegang geven tot de machtige natuurkrachten.

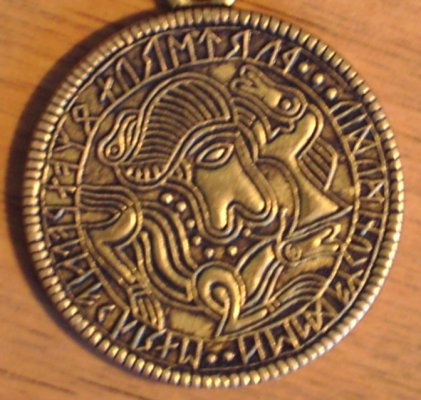

## Attributen
Ook beschikte hij over een achtbenig paard, Sleipnir genaamd. Sleipnir was uiteraard het snelste paard van de godenwereld. Het had al de 24 Runen op de tanden. Ook de naam Yggdrasil betekent letterlijk 'felle hengst' en verwijst naar de fervente 'woede' van Odin.
Odins bekendste attributen:
- zijn speer Gungnir, een speer die nooit haar doel mist.
- zijn ring Draupnir beide door de dwergen gesmeed. De ring brengt om de negen dagen negen gouden ringen voort.
- De raven Huginn (gedachte) en Muninn (geheugen) zitten op zijn schouders. Zij vliegen de wereld over en vertellen Odin alles wat ze tijdens hun reizen te weten komen.
- Hij draagt vaak een beker in de hand, symbool van de kosmos (de ketel), waaruit hij de mede drinkt, die Oddroerir heet, die zijn geest doet gisten en wijsheid en nieuwe kennis doet opborrelen.
- Odin loopt rond met een staf waarvan de knop voortdurend frisgroene bladeren en bloemen draagt.
- Achter Odin aan lopen de wolven Geri (gulzigheid, gretigheid) en Freki (vraatzucht, vrekkigheid) die hij voedt. Zelf eet hij niet, maar drinkt enkel mede.

Odin wordt ook geassocieerd met het concept van de Wilde Jacht, een lawaaierige, bulderend loeiende horde, die zich doorheen de ruimte beweegt aan het hoofd van de verslagenen (direct vergelijkbaar met de Vedische Rudra en de Maruts).
Odin deelt het Joelfeest (21 december) met de god Ull.

## Odin in de Proloog van de Proza-Edda
Volgens de Proloog van de Proza-Edda stamde Voden (Odin) na zeventien generaties (Loridi, Einridi, Vingethor, Vingenir, Moda, Magi, Seskef, Bedvig, Athra-Annar, Itrmann, Heremod, Skjaldun-Skjold, Biaf-Bjar, Jat, Gudolf, Finn, Friallaf-Fridleif) af van Tror (Thor). Thor zou de zoon zijn van Munon (Mennon) en Troan, de dochter van Priamus van Troje. Thor groeide op in Thracië (Trudheim) bij graaf Loricus en zijn vrouw Lora (Glora). Odin besloot Turkije in Asia (het Verre- en Midden-Oosten werden als delen van Asia beschouwd) te verlaten en reisde noordwaarts naar Saxland, Reidgotaland en Zweden, waar hij koning Gylfi ontmoette. Odins zoon Veggdegg regeerde over Oost-Saxland, zijn tweede zoon Beldegg (Baldr) over Westphalia en de nakomelingen van zijn derde zoon Siggi (Sigi), de Völsungen, zouden over Frankrijk gaan regeren. Een andere zoon van Odin, Skjold, werd koning van Reigotaland en van de Skjoldungen kwam de familie van de Deense koningen. In Zweden stichtte Odin Sigtun (bij Stockholm). In Noorwegen werd Odins zoon Saeming koning, stamvader van de Noorse koningen. Yngvi volgde zijn vader Odin op als een koning van Zweden. Hij was de stamvader van de Ynglingen.

## Religieuze gebruiken

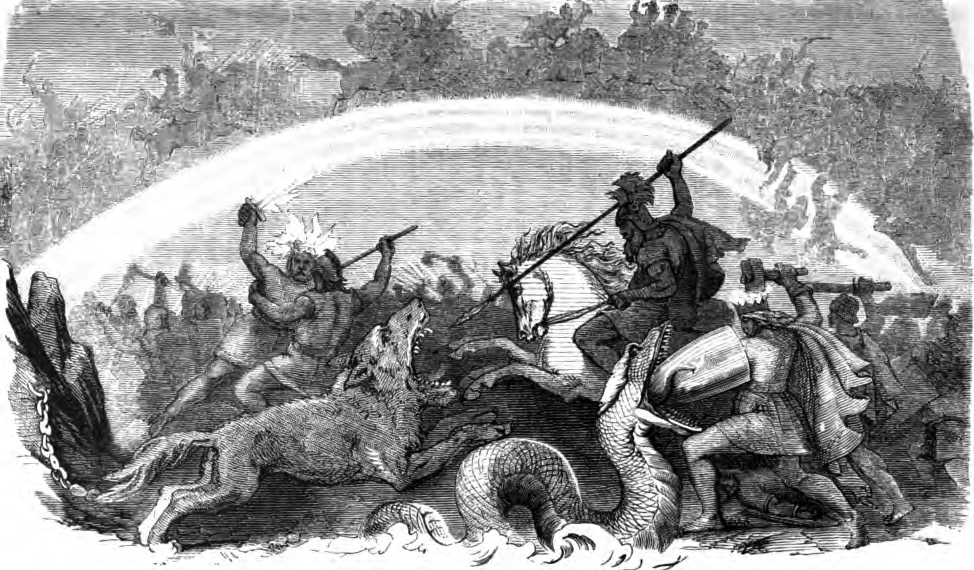
Odin strijd tegen Fenrir tijdens Ragnarok, Friedrich Wilhelm Heine, 1882

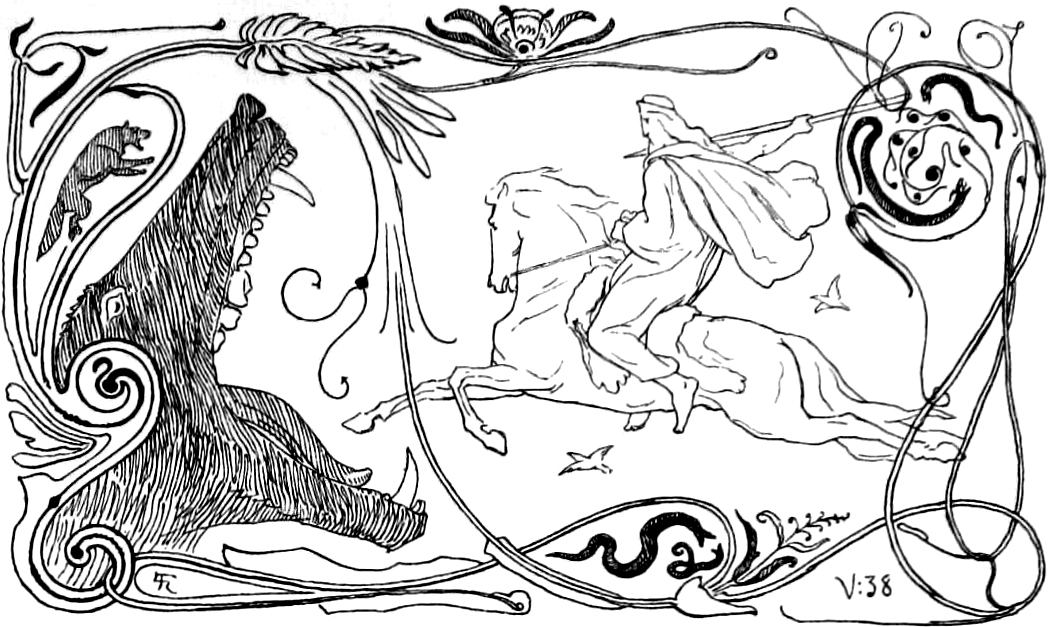
Odin en Fenrir, Lorenz Frølich, 1895

Men vereerde de Noordse goden op verschillende manieren. Grote beelden van Thor, Odin en Freyr stonden in de indrukwekkende tempel in Uppsala in Zweden, waar onder andere ook mensenoffers werden gebracht. In de kleinere tempels brachten de priesters dienstoffers, vooral aan Thor en Freyr.
Men betoonde zijn eer ook op minder dramatische wijze: men bracht offers aan heilige bossen, rotsen of stenen die men als verblijfplaats van beschermgoden of godinnen zag. Dit soort offers bestond meestal uit voedsel.
Tevens bouwde men eenvoudige altaren van opgestapelde stenen in de open lucht. De tempels waren vaak erg eenvoudig.
Men koos ook wel natuurlijke heilige plaatsen, zoals Helgafell (Heilige Berg) op IJsland. Thorolf Mostur-Beard, een devoot volgeling van Thor, zei dat deze berg zo heilig was, dat niemand er ongewassen naar kon kijken en geen levend wezen daar kwaad zou worden aangedaan. Dezelfde Thorolf volgde ook een wijdverbreide gewoonte door de houten stijlen van zijn hoge stoel overboord te gooien toen zijn schip Ierland naderde. Zo kon Thor hem naar de plek leiden die zijn thuis zou zijn.
Thorolf beschouwde deze door Thor aangewezen plek als heilig en niemand mocht hem met bloed ontwijden. Maar ook is bekend dat er in Duitsland een dorp ligt genaamd Wolfangel vernoemd naar een beschermende rune, en in België nabij Dinant de tuinen van Freyr vernoemd naar de Noordse god.

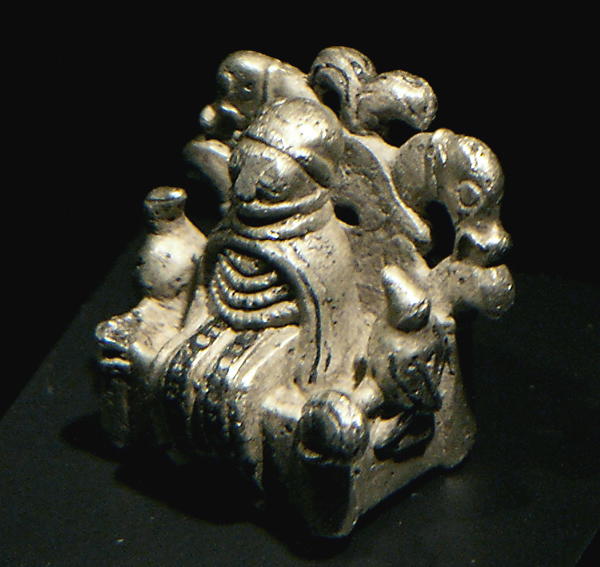
Odin (met Huginn en Muninn, Geri en Freki) op de troon Hlidskjalf
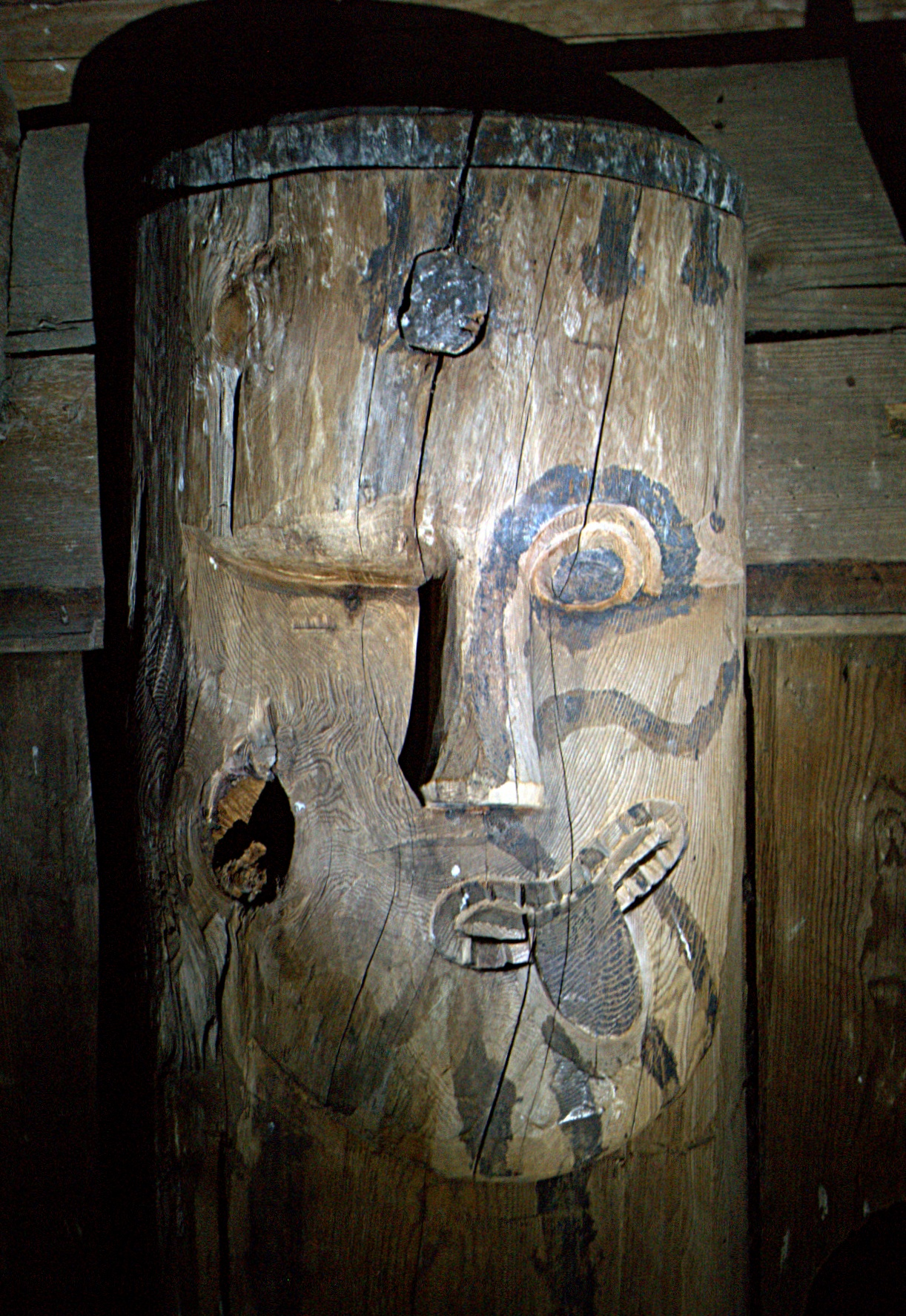
Masker in een staafkerk
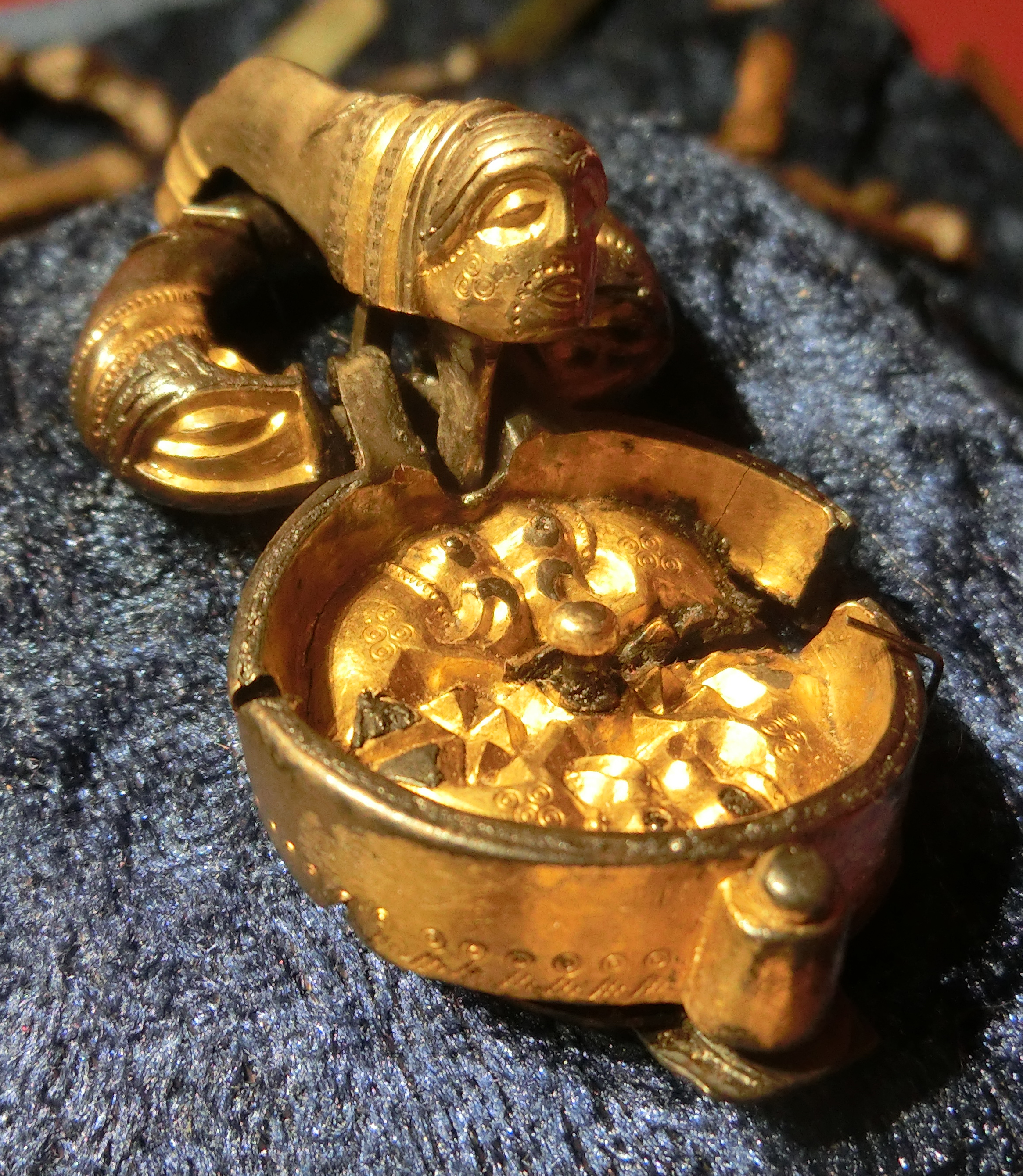
Fibula van Odin met Huginn en Muninn
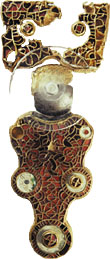
Fibula van Wijnaldum; afbeelding op de kopplaat betreft de god Odin/Wodan, geflankeerd door twee wolven of beren

## Andere namen (kenningen)
- Alfadir (alvader)
- Bolverk (onheilbrenger)

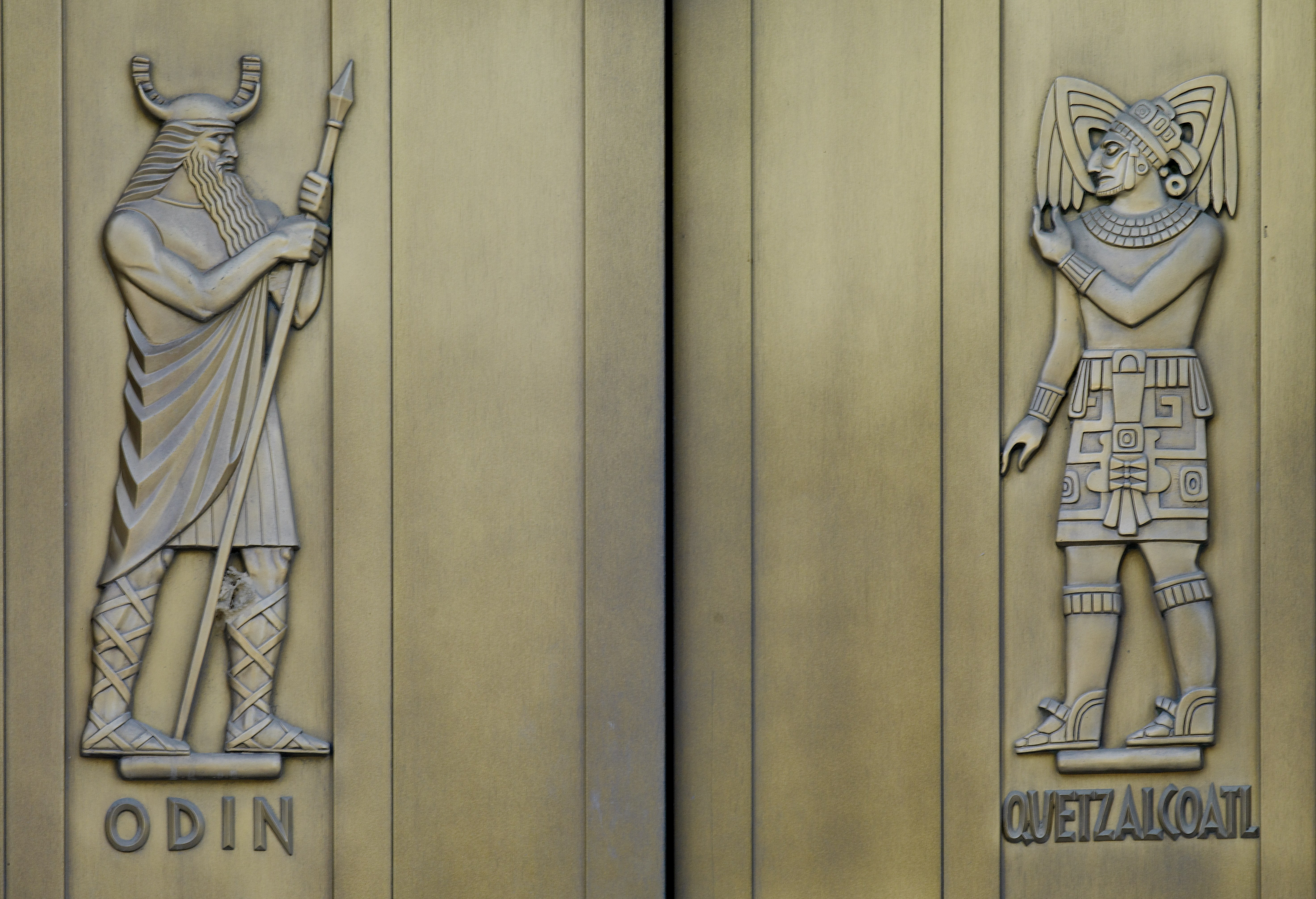
Odin en Quetzalcoatl op de deuren van het Library of Congress John Adams Building, Washington, D.C.

- Har (de heel hoge), Herran (Herjan, heer)
- Harbard (grijsbaard)
- Jafnhar (gelijk hoge)
- Thidi (de derde)
- Vegtam (de wegkenner)
- Helgafell (heilige berg)
- Uppsala (Tempel te Zweden)
- Nikar (Hnikar), Nikuz (Hnikud)
- Fjolnir (wijze ene)
- Oski (vervuller van begeerte)
- Omi
- Biflidi (Biflindi) (speer driller)
- Svidar, Svidrir, Vidrir (heerser over weer)
- Jalg (Jalk)
- Fimbultyr (machtige god), wilde Niflheim en Muspelheim laten ontstaan